# Šmartno pri Litiji
Šmartno pri Litiji este o localitate din comuna Šmartno pri Litiji, Slovenia, cu o populație de 1.456 de locuitori.